# Kloster der Karmelitinnen vom Vorort Saint-Jacques
Koordinaten: 48° 50′ 28,7″ N, 2° 20′ 23,6″ O
Das Kloster der Karmelitinnen vom Vorort Saint–Jacques (Paris) (französisch Carmélites du faubourg Saint-Jacques, genannt Carmel de l'Incarnation) ist das erste Kloster der Unbeschuhten Karmelitinnen in Paris. Es wurde 1603 in der Rue Saint-Jacques gegründet und wurde das Mutterhaus dieses Ordens für Frankreich. Vor allem Nonnen aus der noblen Schicht fühlten sich angesprochen. Es wurde in der Französischen Revolution geschlossen und 1797 zerstört.

## Lage

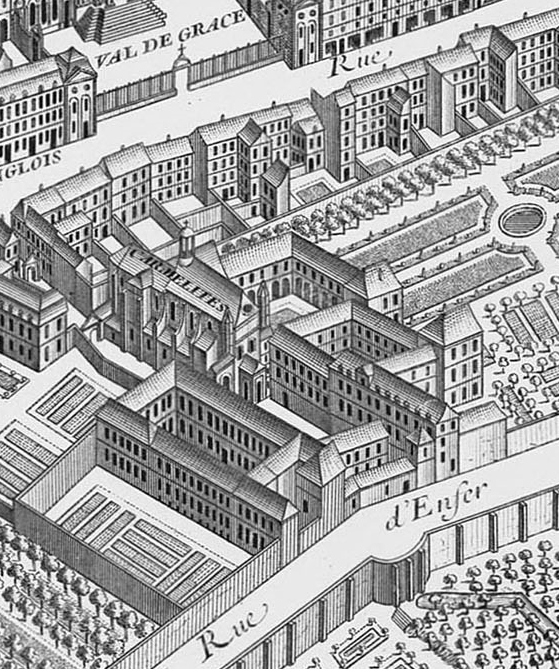
Carmel de l’Incarnation à Paris, Auszug des Plan de Turgot, 1734

Das Kloster liegt gegenüber dem Gebäudekomplex Val-de-Grâce an der heutigen 284 Rue Saint-Jacques, zum Teil an der Stelle des Lycée Lavoisier bis zur Rue Henri-Barbusse, damals Rue d’Enfer.

## Geschichte

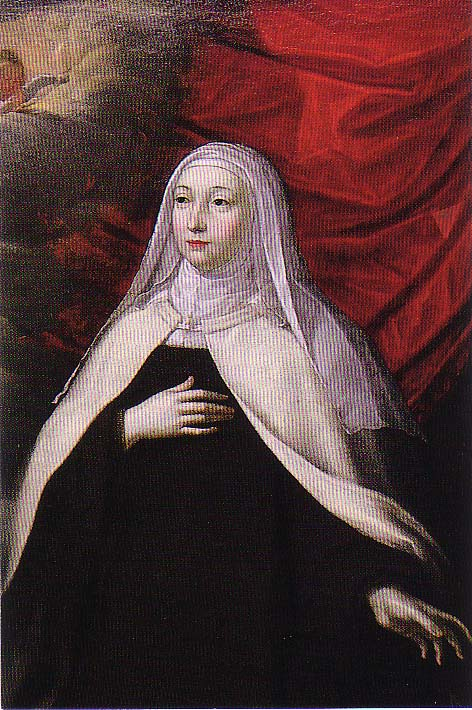
Barbe Acarie, en religion Marie de l’Incarnation (1566–1618)

1084 erhielt das Kloster Marmoutier von den Laienfürsten den Besitz einer Kirche, die an dieser Stelle stand und die dann zum Priorat von Notre-Dame-des-Champs wurde. 1604 beschloss Catherine d’Orléans, Herzogin von Longueville, in Frankreich ein Karmeliter-Kloster nach dem reformierten Modell der Teresa von Ávila zu gründen. Sie erhielt das Eigentum an diesem Areal vom Kardinal François de Joyeuse. Barbe Acarie und ihr Vetter Pierre de Bérulle intervenierten beim Papst und erreichten, den General der Karmeliter in Spanien zu überzeugen, sechs Nonnen nach Frankreich zu schicken. König Heinrich IV. zögerte zuerst, gab aber schließlich nach und erlaubte der Familie Guise, einen neuen katholischen Orden in einem Königreich zu gründen, das noch die Wunden der Religionskriege leckte. Die Nonnen kamen am 17. Oktober 1604 in Paris an. Unter ihnen waren Anne de Jésus und Anne de Saint-Barthélemy, die die ersten Priorinnen waren.
1617 wurde mit finanzieller Unterstützung der Herzogin von Longueville und des Herzogs (ihr Sohn) eine Niederlassung in der Rue Chapon gegründet. Die Kirche wurde 1625 geweiht. Von 1605 bis 1668 wurden in Frankreich mehr als 62 Karmeliterklöster auf der Basis der theresianischen Reform gegründet.
Wie Charles Le Brun war auch Philippe de Champaigne, der seit 1628 im Dienste der königlichen Familie stand, für die Dekoration des Klosters verantwortlich, das zu den Lieblingsorten von Marie de Médicis gehörte.
Jacques-Bénigne Bossuet hielt hier einige der bemerkenswertesten Fastenpredigten.
1676 nahmen das Karmelitinnen der Inkarnation Louise de La Vallière, die erste Favoritin von König Ludwig XIV., auf. Bald kam eine andere in Ungnade gefallene Favoritin hinzu, Madame de Montespan. Andere Vertreterinnen des Hochadels gingen während des Großen Jahrhunderts in dieses Kloster, um hier Buße zu tun oder sie bauten Residenzen in der Umgebung, wie Anna von Bayern, Prinzessin von der Pfalz, die Marschallin von Humière, die Herzogin von Guise. Im Friedhof sind ihre Körper oder manchmal nur ihre Herzen begraben, wie das von Anna Maria Martinozzi, Prinzessin von Conti.
Die Karmelitergemeinden wurden während der Revolution 1790 aufgelöst. Das Areal des Klosters wurde geteilt durch die Trassen der Rue du Val-de-Grâce und der Rue Pierre-Nicole. Nachdem ein Teil der Gebäude seit 1800 wieder hergerichtet wurde, ließ sich die Gemeinschaft 1920 in Clamart nieder. Nach der Zerstörung der Kirche wurden mehrere Gemälde von Philippe de Champaigne, die Teil der ursprünglichen Ausstattung gewesen sein könnten, in Museen aufbewahrt: Présentation im Temple protestant de Dijon, Résurrection de Lazare im Musée de Grenoble, Assomption de la Vierge im Louvre.